# Harvie Krumpet
Pour plus de détails, voir Fiche technique et Distribution.
Harvie Krumpet est un film d'animation de pâte à modeler australien écrit, animé et réalisé par Adam Elliot à Melbourne et sorti en 2003. Ce court métrage (vingt-deux minutes et sept secondes) a reçu l'Oscar du meilleur court-métrage d'animation en 2004, en plus du prix du meilleur court métrage d'animation de l'Australian Film Institute.

## Synopsis
L'histoire raconte la vie de Harvek Milos Krumpetzki, né en Pologne en 1922. Lorsque éclate la seconde Guerre mondiale, il émigre à Spotswood en Australie en tant que réfugié, et change son nom en Harvie Krumpet. Malgré une vie marquée par la malchance (il est atteint du syndrome de Gilles de La Tourette, il est touché par la foudre, et perd l'un de ses testicules), Harvie conserve un optimisme à toute épreuve. Il épouse une infirmière et ils élèvent une fille adoptive, un enfant de la thalidomide. Dans l'une des scènes clés du film, Harvie est assis dans un parc près d'une statue du poète latin Horace et entend l'injonction : « carpe diem », qui le pousse à apporter des changements dans sa vie. Il devient naturiste et s'engage pour les droits des animaux.
La narration est faite par l'acteur Geoffrey Rush.

## Musiques du film
- 1. Canon de Pachelbel
- 2. Dies iræ du Requiem de Giuseppe Verdi
- 3. God is Better than Football de Keith Binns
- 4. Danses et Airs anciens d'Ottorino Respighi